# سيسيل مانينغ
سيسيل مانينغ (بالإنجليزية: Cecil Manning)‏ هو سياسي بريطاني (وحمل سابقاً جنسية المملكة المتحدة لبريطانيا العظمى وأيرلندا)، ولد في 23 مايو 1892، وتوفي في 12 أبريل 1985. حزبياً، نشط في حزب العمال. في الانتخابات الفرعية في مجلس العموم البريطاني ‏، انتخب عضو برلمان المملكة المتحدة الـ37 عن دائرة Camberwell North (UK Parliament constituency) ‏ (30 مارس 1944 – 15 يونيو 1945) وفي الانتخابات العامة في المملكة المتحدة 1945 ‏، انتخب عضو برلمان المملكة المتحدة الـ38 عن دائرة Camberwell North (UK Parliament constituency) ‏ (5 يوليو 1945 – 3 فبراير 1950).